# Simon Zeisel
Simon Zeisel (* 10. April 1854 in  Lomnitz; † 1. Januar 1933 in Wien) war ein österreichischer Chemiker.
Zeisel war der Sohn eines Handwerkers und studierte ab 1874 Chemie an der Universität Wien mit der Promotion 1879. Er blieb als Assistent an der Universität und war nach der Habilitation 1887 Privatdozent. 1891 wurde er Professor für Chemie und Agrikulturchemie an der Hochschule für Bodenkultur in Wien. 1900/01 war er Rektor. 1925 wurde er emeritiert. Nach ihm wurde ein neues Universitätsgebäude der BOKU in der Muthgasse benannt.
Er befasste sich mit Adolf Lieben mit der Kondensation von Aldehyden und ermittelte 1883 die korrekte Bruttoformel von Colchicin mit Hilfe der nach ihm benannten Methode zur quantitativen Bestimmung von Methoxyl-Gruppen (Zeiselsche Methoxylbestimmung 1885, auch Zeisel-Test). Er zeigte auch an Phenolen wie Resorcinol die Keto-Enol-Tautomerie. Außerdem befasste er sich mit landwirtschaftlicher Chemie (verschiedene analytische Fragen wie Bestimmung von Furaldehyd bei der Gewinnung aus Pentosen und des Glycerols im Wein mit Iodiden).
Der Zeisel-Test (auch Zeisel-Reaktion) wird zur qualitativen Bestimmung von Estern oder Ethern verwendet. Die Probe wird mit Essigsäure und Iodwasserstoff vermischt und erhitzt. Die Dämpfe enthalten bei positivem Ergebnis Alkyliodid, das einen Teststreifen mit Quecksilber(II)-nitrat gelb oder rot färbt. Eine Variante kann auch die Anzahl der Methoxylgruppen quantitativ bestimmen. Beispiel:

## Schriften
- Über ein Verfahren zum quantitativen Nachweise von Methoxyl, Monatshefte für Chemie und verwandte Teile anderer Wissenschaften, Band 6, 1885, S. 989–997
- Zum quantitativen Nachweise von Methoxyl, Monatshefte für Chemie und verwandte Teile anderer Wissenschaften, Band 7, 1886, S. 406–409